# Патриша Маккормик
Патриша Маккормик (на английски: Patricia McCormick) е американска журналистка и писателка на произведения в жанра социална драма, детска литература и документалистика.

## Биография и творчество
Патриша Маккормик е родена на 23 май 1956 г. във Вашингтон, САЩ. В периода 1974 – 1978 г. следва в Роузмонт Колидж в Роузмонт, Пенсилвания. През 1986 г. получава магистърска степен от Висшето училище по журналистика на Колумбийския университет. След дипломирането си работи като журналистка към различни списания и вестници, включително „Ню Йорк Таймс“, „Лейди Хоум Джърнал“, „Таун и Кънтри“, „Рийдърс Дайджест“ и др. През 1999 г. получава магистърска степен по творческо писане от университета Новата школа, където после е и преподавател.
Първият ѝ роман „Разрез“ е издаден през 2000 г. Той представя историята на 15-годишната Кали, която е изпратена в „лечебно заведение“, защото е склонна към самонараняване. В санаториума тя неохотно се свързва с другите пациенти, изправяйки се срещу травмата, която е предизвикала нейното поведение. Книгата е обявена за една от най-добрите книги за младежи за годината от Американската библиотечна асоциация.
За книгите си писателката разчита до голяма степен на изследвания и интервюта. За романа си „Продадена“ от 2006 г. (история на 13-годишно непалско момиче от бедно семейство, чийто втори баща я продава в проституция) Маккормик пътува до публичните домове на Калкута, Индия, и планинските села на Непал, за да интервюира оцелели от сексуален трафик. За книгата си „Никога не падайте“ ат 2012 г. прекарва месец в Камбоджа с оцелял от геноцида на Червените кхмери. Работила е с Малала Юсафзаи, пакистанско момиче, което е простреляно от талибаните, защото защитава правото си на образование, за което публикува книгата си от 2013 г. – „Аз съм Малала: Как едно момиче се застъпи за образованието и промени света“.
Патриша Маккормик живее със семейството си в Ню Йорк.

## Произведения

### Самостоятелни романи
- Cut (2000)[1][2][4]
- My Brother's Keeper (2005)
- Sold (2006)
- Purple Heart (2009)
- Never Fall Down (2012)

### Детска литература
- Sergeant Reckless (2017)[1]
- The Bicycle (2024) – Меван Бабакар

### Сборници
- Up All Night (2008) – с Питър Ейбрахамс, Дейвид Левитан, Либа Брей, Сара Уикс и Джийн Янг[1]
- Free? (2009) – с други

### Документалистика
- I Am Malala : The Girl Who Stood Up for Education and Changed the World (2014) – с Малала Юсафзаи[1][2][3]
- The Plot to Kill Hitler : Dietrich Bonhoeffer: Pastor, Spy, Unlikely Hero (2016)